# Fodor Balázs
Fodor Balázs (Kercsed, 1896. április 24. – ?) munkásíró, újságíró.

## Életútja
Budapesten végzett díszműipari szakiskolát, Kolozsvárt kisipari üzemekben dolgozott, majd az állami vasutak műszaki raktárnoka. 1921-ben a Fáklya szerkesztőbizottsági tagja. Cikkei jelentek meg a legális munkássajtóban, forradalmi verseit az illegális sajtó közölte. 1945-ben a Szakszervezet című folyóirat munkatársa.